# Rosé (Sängerin)/Diskografie
Diese Diskografie ist eine Übersicht über die musikalischen Werke der neuseeländisch-koreanischen Sängerin Rosé. Den Schallplattenauszeichnungen zufolge hat sie bisher mehr als 6,4 Millionen Tonträger verkauft. Ihre erfolgreichste Veröffentlichung ist die Single Apt. mit über 4,8 Millionen verkauften Einheiten.

## Alben

### Studioalben
| Jahr | Titel Musiklabel             | Höchstplatzierung, Gesamtwochen, AuszeichnungChartplatzierungen (Jahr, Titel, Musiklabel, Platzierungen, Wochen, Auszeichnungen, Anmerkungen) | Höchstplatzierung, Gesamtwochen, AuszeichnungChartplatzierungen (Jahr, Titel, Musiklabel, Platzierungen, Wochen, Auszeichnungen, Anmerkungen) | Höchstplatzierung, Gesamtwochen, AuszeichnungChartplatzierungen (Jahr, Titel, Musiklabel, Platzierungen, Wochen, Auszeichnungen, Anmerkungen) | Höchstplatzierung, Gesamtwochen, AuszeichnungChartplatzierungen (Jahr, Titel, Musiklabel, Platzierungen, Wochen, Auszeichnungen, Anmerkungen) | Höchstplatzierung, Gesamtwochen, AuszeichnungChartplatzierungen (Jahr, Titel, Musiklabel, Platzierungen, Wochen, Auszeichnungen, Anmerkungen) | Höchstplatzierung, Gesamtwochen, AuszeichnungChartplatzierungen (Jahr, Titel, Musiklabel, Platzierungen, Wochen, Auszeichnungen, Anmerkungen) | Höchstplatzierung, Gesamtwochen, AuszeichnungChartplatzierungen (Jahr, Titel, Musiklabel, Platzierungen, Wochen, Auszeichnungen, Anmerkungen) | Höchstplatzierung, Gesamtwochen, AuszeichnungChartplatzierungen (Jahr, Titel, Musiklabel, Platzierungen, Wochen, Auszeichnungen, Anmerkungen) | Anmerkungen                                                |
| Jahr | Titel Musiklabel             | DE | AT | CH | UK | US | AU | NZ | KR | Anmerkungen                                                |
| ---- | ---------------------------- | --- | --- | --- | --- | --- | --- | --- | --- | ---------------------------------------------------------- |
| 2024 | Rosie Atlantic Records (WMG) | DE8 (20 Wo.)DE | AT8 (2 Wo.)AT | CH8 (6 Wo.)CH | UK4 (3 Wo.)UK | US3 (27 Wo.)US | AU2 (12 Wo.)AU | NZ3 Gold · (12 Wo.)NZ | KR2 ×2Doppelplatin · (… Wo.)KR | Erstveröffentlichung: 6. Dezember 2024 Verkäufe: + 597.500 |

### EPs
| Jahr | Titel Musiklabel                              | Höchstplatzierung, Gesamtwochen, AuszeichnungChartplatzierungen (Jahr, Titel, Musiklabel, Platzierungen, Wochen, Auszeichnungen, Anmerkungen) | Höchstplatzierung, Gesamtwochen, AuszeichnungChartplatzierungen (Jahr, Titel, Musiklabel, Platzierungen, Wochen, Auszeichnungen, Anmerkungen) | Höchstplatzierung, Gesamtwochen, AuszeichnungChartplatzierungen (Jahr, Titel, Musiklabel, Platzierungen, Wochen, Auszeichnungen, Anmerkungen) | Höchstplatzierung, Gesamtwochen, AuszeichnungChartplatzierungen (Jahr, Titel, Musiklabel, Platzierungen, Wochen, Auszeichnungen, Anmerkungen) | Höchstplatzierung, Gesamtwochen, AuszeichnungChartplatzierungen (Jahr, Titel, Musiklabel, Platzierungen, Wochen, Auszeichnungen, Anmerkungen) | Höchstplatzierung, Gesamtwochen, AuszeichnungChartplatzierungen (Jahr, Titel, Musiklabel, Platzierungen, Wochen, Auszeichnungen, Anmerkungen) | Höchstplatzierung, Gesamtwochen, AuszeichnungChartplatzierungen (Jahr, Titel, Musiklabel, Platzierungen, Wochen, Auszeichnungen, Anmerkungen) | Höchstplatzierung, Gesamtwochen, AuszeichnungChartplatzierungen (Jahr, Titel, Musiklabel, Platzierungen, Wochen, Auszeichnungen, Anmerkungen) | Anmerkungen                                             |
| Jahr | Titel Musiklabel                              | DE | AT | CH | UK | US | AU | NZ | KR | Anmerkungen                                             |
| ---- | --------------------------------------------- | --- | --- | --- | --- | --- | --- | --- | --- | ------------------------------------------------------- |
| 2021 | R Interscope Records • YG Entertainment (UMG) | — | — | — | — | — | — | — | KR2 ×3Dreifachplatin · (… Wo.)KR | Erstveröffentlichung: 12. März 2021 Verkäufe: + 750.000 |

## Singles

### Als Leadmusikerin
| Jahr | Titel Album                | Höchstplatzierung, Gesamtwochen, AuszeichnungChartplatzierungen (Jahr, Titel, Album, Platzierungen, Wochen, Auszeichnungen, Anmerkungen) | Höchstplatzierung, Gesamtwochen, AuszeichnungChartplatzierungen (Jahr, Titel, Album, Platzierungen, Wochen, Auszeichnungen, Anmerkungen) | Höchstplatzierung, Gesamtwochen, AuszeichnungChartplatzierungen (Jahr, Titel, Album, Platzierungen, Wochen, Auszeichnungen, Anmerkungen) | Höchstplatzierung, Gesamtwochen, AuszeichnungChartplatzierungen (Jahr, Titel, Album, Platzierungen, Wochen, Auszeichnungen, Anmerkungen) | Höchstplatzierung, Gesamtwochen, AuszeichnungChartplatzierungen (Jahr, Titel, Album, Platzierungen, Wochen, Auszeichnungen, Anmerkungen) | Höchstplatzierung, Gesamtwochen, AuszeichnungChartplatzierungen (Jahr, Titel, Album, Platzierungen, Wochen, Auszeichnungen, Anmerkungen) | Höchstplatzierung, Gesamtwochen, AuszeichnungChartplatzierungen (Jahr, Titel, Album, Platzierungen, Wochen, Auszeichnungen, Anmerkungen) | Höchstplatzierung, Gesamtwochen, AuszeichnungChartplatzierungen (Jahr, Titel, Album, Platzierungen, Wochen, Auszeichnungen, Anmerkungen) | Anmerkungen                                                                    |
| Jahr | Titel Album                | DE | AT | CH | UK | US | AU | NZ | KR | Anmerkungen                                                                    |
| --- | -------------------------- | --- | --- | --- | --- | --- | --- | --- | --- | ------------------------------------------------------------------------------ |
| 2021 | On The Ground R            | — | — | — | UK43 (1 Wo.)UK | US70 (1 Wo.)US | AU31 (1 Wo.)AU | — | KR4 (27 Wo.)KR | Erstveröffentlichung: 12. März 2021 Verkäufe: + 40.000                         |
| 2021 | Gone R                     | — | — | — | — | — | — | — | KR6 (16 Wo.)KR | Erstveröffentlichung: 4. April 2021 Verkäufe: + 40.000                         |
| 2024 | Apt. Rosie                 | DE1 Gold · (… Wo.)DE | AT1 Platin · (… Wo.)AT | CH1 ×2Doppelplatin · (… Wo.)CH | UK2 ×2Doppelplatin · (… Wo.)UK | US3 Platin · (… Wo.)US | AU1 ×8Achtfachplatin · (… Wo.)AU | NZ1 ×3Dreifachplatin · (… Wo.)NZ | KR1 Platin (Streaming) · (… Wo.)KR | Erstveröffentlichung: 17. Oktober 2024 Verkäufe: + 4.898.333; feat. Bruno Mars |
| 2024 | Number One Girl Rosie      | — | — | — | UK84 (1 Wo.)UK | — | — | — | KR12 (… Wo.)KR | Erstveröffentlichung: 22. November 2024 Verkäufe: + 35.000                     |
| 2024 | Toxic Till the End Rosie   | — | — | — | UK72 (1 Wo.)UK | US90 (1 Wo.)US | AU31 (1 Wo.)AU | — | KR4 (… Wo.)KR | Erstveröffentlichung: 6. Dezember 2024 Verkäufe: + 40.000                      |
| 2025 | Messy F1 – The Album       | — | — | — | UK100 (1 Wo.)UK | — | — | — | — | Erstveröffentlichung: 8. Mai 2025                                              |
| Folgende Lieder erschienen nicht als Single, wurden aber durch das Album zum Download und Streaming bereitgestellt und konnten somit eine Platzierung erlangen: |                            | | | | | | | | |                                                                                |
| |                            | | | | | | | | |                                                                                |
| 2022 | Hard to Love Born Pink     | — | — | — | — | — | — | — | KR87 (1 Wo.)KR | Charteinstieg: 1. Oktober 2022 Verkäufe: + 40.000                              |
| 2024 | Gameboy Rosie              | — | — | — | — | — | — | — | KR77 (2 Wo.)KR | Charteinstieg: 19. Dezember 2024                                               |
| 2024 | 3am Rosie                  | — | — | — | — | — | — | — | KR79 (1 Wo.)KR | Charteinstieg: 19. Dezember 2024                                               |
| 2024 | Drinks or Coffee Rosie     | — | — | — | — | — | — | — | KR83 (2 Wo.)KR | Charteinstieg: 19. Dezember 2024                                               |
| 2024 | Two Years Rosie            | — | — | — | — | — | — | — | KR84 (3 Wo.)KR | Charteinstieg: 19. Dezember 2024                                               |
| 2024 | Stay a Little Longer Rosie | — | — | — | — | — | — | — | KR88 (4 Wo.)KR | Charteinstieg: 19. Dezember 2024                                               |
| 2024 | Call It The End Rosie      | — | — | — | — | — | — | — | KR107 (3 Wo.)KR | Charteinstieg: 19. Dezember 2024                                               |
| 2024 | Dance All Night Rosie      | — | — | — | — | — | — | — | KR114 (2 Wo.)KR | Charteinstieg: 19. Dezember 2024                                               |
| 2024 | Too Bad for Us Rosie       | — | — | — | — | — | — | — | KR115 (2 Wo.)KR | Charteinstieg: 19. Dezember 2024                                               |
| 2024 | Not the Same Rosie         | — | — | — | — | — | — | — | KR116 (2 Wo.)KR | Charteinstieg: 19. Dezember 2024                                               |

### Als Gastmusikerin
| Jahr | Titel Album               | Höchstplatzierung, Gesamtwochen, AuszeichnungChartplatzierungen (Jahr, Titel, Album, Platzierungen, Wochen, Auszeichnungen, Anmerkungen) | Höchstplatzierung, Gesamtwochen, AuszeichnungChartplatzierungen (Jahr, Titel, Album, Platzierungen, Wochen, Auszeichnungen, Anmerkungen) | Höchstplatzierung, Gesamtwochen, AuszeichnungChartplatzierungen (Jahr, Titel, Album, Platzierungen, Wochen, Auszeichnungen, Anmerkungen) | Höchstplatzierung, Gesamtwochen, AuszeichnungChartplatzierungen (Jahr, Titel, Album, Platzierungen, Wochen, Auszeichnungen, Anmerkungen) | Höchstplatzierung, Gesamtwochen, AuszeichnungChartplatzierungen (Jahr, Titel, Album, Platzierungen, Wochen, Auszeichnungen, Anmerkungen) | Höchstplatzierung, Gesamtwochen, AuszeichnungChartplatzierungen (Jahr, Titel, Album, Platzierungen, Wochen, Auszeichnungen, Anmerkungen) | Höchstplatzierung, Gesamtwochen, AuszeichnungChartplatzierungen (Jahr, Titel, Album, Platzierungen, Wochen, Auszeichnungen, Anmerkungen) | Höchstplatzierung, Gesamtwochen, AuszeichnungChartplatzierungen (Jahr, Titel, Album, Platzierungen, Wochen, Auszeichnungen, Anmerkungen) | Anmerkungen                                                |
| Jahr | Titel Album               | DE | AT | CH | UK | US | AU | NZ | KR | Anmerkungen                                                |
| --- | ------------------------- | --- | --- | --- | --- | --- | --- | --- | --- | ---------------------------------------------------------- |
| 2025 | On My Mind –              | — | — | — | UK37 (… Wo.)UK | US60 (2 Wo.)US | — | — | — | Erstveröffentlichung: 27. Juni 2025 Alex Warren feat. Rosé |
| Folgende Lieder erschienen nicht als Single, wurden aber durch das Album zum Download und Streaming bereitgestellt und konnten somit eine Platzierung erlangen: |                           | | | | | | | | |                                                            |
| |                           | | | | | | | | |                                                            |
| 2012 | Without You One of a Kind | — | — | — | — | — | — | — | KR10 (5 Wo.)KR | Charteinstieg: 15. September 2012 G-Dragon feat. Rosé      |

## Musikvideos
| Jahr | Titel              | Regie                         |
| ---- | ------------------ | ----------------------------- |
| 2021 | On the Ground      |                               |
| 2021 | Gone               |                               |
| 2024 | Apt.               | Peter Hernandez, Daniel Ramos |
| 2024 | Number One Girl    | Roseanne Park                 |
| 2024 | Toxic Till the End | Ramez Silyan                  |
| 2025 | Messy              |                               |
| 2025 | On My Mind         | Colin Tilley                  |

## Autorenbeteiligungen
Rosé als Autorin in den Charts

| Jahr | Titel Interpretation     | Höchstplatzierung, Gesamtwochen, AuszeichnungChartplatzierungen (Jahr, Titel, Interpretation, Platzierungen, Wochen, Auszeichnungen, Anmerkungen) | Höchstplatzierung, Gesamtwochen, AuszeichnungChartplatzierungen (Jahr, Titel, Interpretation, Platzierungen, Wochen, Auszeichnungen, Anmerkungen) | Höchstplatzierung, Gesamtwochen, AuszeichnungChartplatzierungen (Jahr, Titel, Interpretation, Platzierungen, Wochen, Auszeichnungen, Anmerkungen) | Höchstplatzierung, Gesamtwochen, AuszeichnungChartplatzierungen (Jahr, Titel, Interpretation, Platzierungen, Wochen, Auszeichnungen, Anmerkungen) | Höchstplatzierung, Gesamtwochen, AuszeichnungChartplatzierungen (Jahr, Titel, Interpretation, Platzierungen, Wochen, Auszeichnungen, Anmerkungen) | Höchstplatzierung, Gesamtwochen, AuszeichnungChartplatzierungen (Jahr, Titel, Interpretation, Platzierungen, Wochen, Auszeichnungen, Anmerkungen) | Höchstplatzierung, Gesamtwochen, AuszeichnungChartplatzierungen (Jahr, Titel, Interpretation, Platzierungen, Wochen, Auszeichnungen, Anmerkungen) | Höchstplatzierung, Gesamtwochen, AuszeichnungChartplatzierungen (Jahr, Titel, Interpretation, Platzierungen, Wochen, Auszeichnungen, Anmerkungen) | Anmerkungen                       |
| Jahr | Titel Interpretation     | DE | AT | CH | UK | US | AU | NZ | KR | Anmerkungen                       |
| --- | ------------------------ | --- | --- | --- | --- | --- | --- | --- | --- | --------------------------------- |
| Folgende Lieder erschienen nicht als Single, wurden aber durch das Album zum Download und Streaming bereitgestellt und konnten somit eine Platzierung erlangen: |                          | | | | | | | | |                                   |
| |                          | | | | | | | | |                                   |
| 2022 | Yeah Yeah Yeah Blackpink | — | — | — | — | — | — | — | KR53 (2 Wo.)KR | Charteinstieg: 29. September 2022 |

## Promoveröffentlichungen
| Jahr | Titel Album         | Anmerkungen                                                      |
| ---- | ------------------- | ---------------------------------------------------------------- |
| 2019 | Eyes Closed –       | Erstveröffentlichung: 10. Februar 2019 Original: Halsey          |
| 2023 | Until I Found You – | Erstveröffentlichung: 11. Februar 2023 Original: Stephen Sanchez |

## Sonderveröffentlichungen
| Jahr | Titel Album               | Anmerkungen                                                  |
| ---- | ------------------------- | ------------------------------------------------------------ |
| 2012 | Without You One of a Kind | Erstveröffentlichung: 15. September 2012 G-Dragon feat. Rosé |

| Jahr | Titel Soundtrack | Anmerkungen                         |
| ---- | ---------------- | ----------------------------------- |
| 2025 | Messy F1         | Erstveröffentlichung: 27. Juni 2025 |

## Statistik

### Chartauswertung
Die folgenden Aufstellungen bieten eine Übersicht der Charterfolge von Rosé in den Album- und Singlecharts. Es ist zu beachten, dass bei den Singles nur Interpretationen und keine Autorenbeteiligungen berücksichtigt werden.
|                     | DE    | AT    | CH    | UK    | US    | AU    | NZ    | KR    |
| ------------------- | ----- | ----- | ----- | ----- | ----- | ----- | ----- | ----- |
| Nummer-eins-Alben   | DE—DE | AT—AT | CH—CH | UK—UK | US—US | AU—AU | NZ—NZ | KR—KR |
| Top-10-Alben        | DE1DE | AT1AT | CH1CH | UK1UK | US1US | AU1AU | NZ1NZ | KR2KR |
| Alben in den Charts | DE1DE | AT1AT | CH1CH | UK1UK | US1US | AU1AU | NZ1NZ | KR2KR |

|                       | DE    | AT    | CH    | UK    | US    | AU    | NZ    | KR     |
| --------------------- | ----- | ----- | ----- | ----- | ----- | ----- | ----- | ------ |
| Nummer-eins-Singles   | DE1DE | AT1AT | CH1CH | UK—UK | US—US | AU1AU | NZ1NZ | KR1KR  |
| Top-10-Singles        | DE1DE | AT1AT | CH1CH | UK1UK | US1US | AU1AU | NZ1NZ | KR5KR  |
| Singles in den Charts | DE1DE | AT1AT | CH1CH | UK6UK | US4US | AU3AU | NZ1NZ | KR16KR |

### Auszeichnungen für Musikverkäufe
| Goldene Schallplatte - Australien - 2025: für die Single Number One Girl - Brasilien - 2024: für die Autorenbeteiligung The Girls (Blackpink) - Frankreich - 2025: für das Album Rosie - Japan - 2025: für die Single Apt. - Kanada - 2025: für das Album Rosie - 2025: für die Single Toxic Till the End Platin-Schallplatte - Brasilien - 2024: für die Single On the Ground - 2024: für das Lied Gone - Dänemark - 2025: für die Single Apt. - Frankreich - 2025: für die Single Apt. - Italien - 2025: für die Single Apt. | 2× Platin-Schallplatte - Japan - 2025: für das Streaming Apt. - Spanien - 2025: für die Single Apt. 3× Platin-Schallplatte - Polen - 2025: für die Single Apt. 4× Platin-Schallplatte - Portugal - 2025: für die Single Apt. 5× Platin-Schallplatte - Kanada - 2025: für die Single Apt. |

Anmerkung: Auszeichnungen in Ländern aus den Charttabellen bzw. Chartboxen sind in ebendiesen zu finden.
| Land/RegionAuszeichnungen für Musikverkäufe (Land/Region, Auszeichnungen, Verkäufe, Quellen) | Gold     | Platin       | Diamant  | Verkäufe  | Quellen              |
| -------------------------------------------------------------------------------------------- | -------- | ------------ | -------- | --------- | -------------------- |
| Australien (ARIA)                                                                            | Gold1    | 8× Platin8   | —        | 595.000   | aria.com.au          |
| Brasilien (PMB)                                                                              | Gold1    | 2× Platin2   | —        | 100.000   | pro-musicabr.org.br  |
| Dänemark (IFPI)                                                                              | —        | Platin1      | —        | 90.000    | ifpi.dk              |
| Deutschland (BVMI)                                                                           | Gold1    | —            | —        | 300.000   | musikindustrie.de    |
| Frankreich (SNEP)                                                                            | Gold1    | —            | Diamant1 | 383.333   | snepmusique.com      |
| Italien (FIMI)                                                                               | —        | Platin1      | —        | 200.000   | fimi.it              |
| Japan (RIAJ)                                                                                 | Gold1    | 2× Platin2   | —        | 100.000   | riaj.or.jp           |
| Kanada (MC)                                                                                  | 2× Gold2 | 5× Platin5   | —        | 480.000   | musiccanada.com      |
| Neuseeland (RMNZ)                                                                            | Gold1    | 3× Platin3   | —        | 97.500    | radioscope.co.nz NZ2 |
| Österreich (IFPI)                                                                            | —        | Platin1      | —        | 30.000    | ifpi.at              |
| Polen (ZPAV)                                                                                 | —        | 3× Platin3   | —        | 375.000   | olis.pl              |
| Portugal (AFP)                                                                               | —        | 4× Platin4   | —        | 40.000    | Einzelnachweise      |
| Schweiz (IFPI)                                                                               | —        | 2× Platin2   | —        | 60.000    | hitparade.ch         |
| Spanien (Promusicae)                                                                         | —        | 2× Platin2   | —        | 120.000   | elportaldemusica.es  |
| Südkorea (KMCA)                                                                              | —        | 6× Platin6   | —        | 1.250.000 | circlechart.kr       |
| Vereinigte Staaten (RIAA)                                                                    | —        | Platin1      | —        | 1.000.000 | riaa.com             |
| Vereinigtes Königreich (BPI)                                                                 | —        | 2× Platin2   | —        | 1.200.000 | bpi.co.uk            |
| Insgesamt                                                                                    | 8× Gold8 | 43× Platin43 | Diamant1 |           |                      |